# Parioninella
Parioninella är ett släkte av kräftdjur. Parioninella ingår i familjen Bopyridae.
Kladogram enligt Catalogue of Life:
| Parioninella | \| \| Parioninella astridae \| \| \| \| \| \| Parioninella pacifica \| \| \| \| |
|              | \| \| Parioninella astridae \| \| \| \| \| \| Parioninella pacifica \| \| \| \| |
|              | Parioninella astridae                                                           |
|              |                                                                                 |
|              | Parioninella pacifica                                                           |
|              |                                                                                 |